# 만국공법

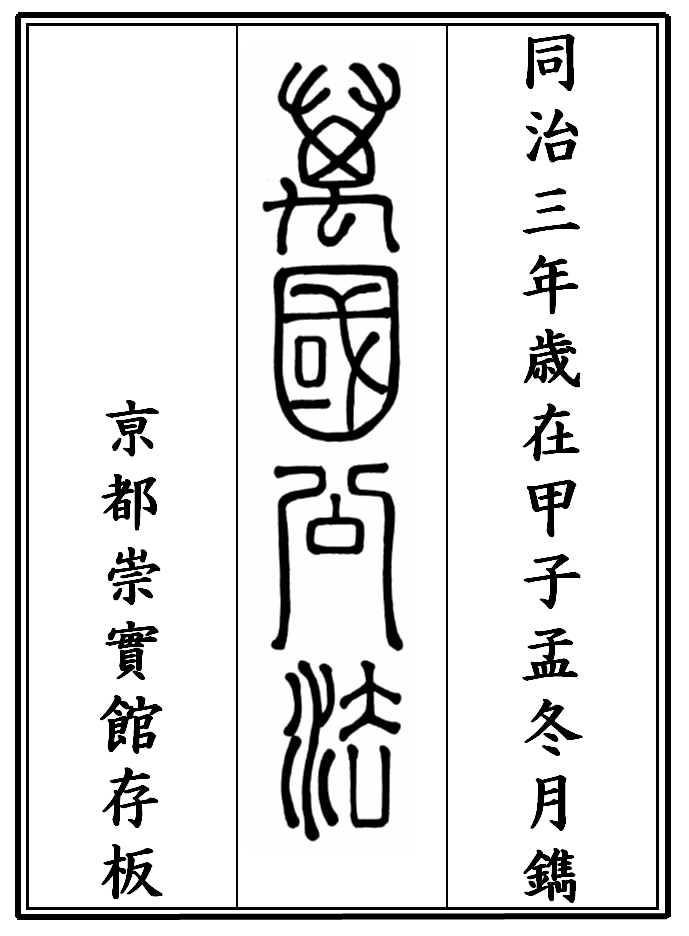
《만국공법》 표지 뒤. 중앙에 전서로 '《만국공법》(萬國公法)'이라 적혀있다. 우측의 '동치(同治) 3년'과 '갑자'는 모두 1864년을 의미하고, '맹동월(孟冬月)'이란 음력 겨울의 첫 달, 즉 10월(양력으로는 11월)을 의미한다. '전(鐫)'은 목판본의 판목을 새기는 것. 또 '경도숭실관존판(亰都崇實館存板)'의 '경도(亰都)'는 수도라는 뜻으로 북경을 나타낸다.

《만국공법》(萬國公法, Elements of International Law)은 1836년에 헨리 휘튼이 출판한 국제법 책이다. 19세기 후반부터 20세기 전반에 걸쳐 동아시아에 근대국제법을 보급하여 큰 영향을 끼쳤다. 국제법을 예전에 부르던 말이기도 하다.

## 역사
휘튼의 《만국공법》은 처음 출판된 후로 수많은 번역본이 출간되었으며, 새로운 판본도 많이 나왔다. 그중 제3판은 1845년 필라델피아에서 출판되었다. 휘튼 사후 유가족의 요청에 따라 휘튼의 마지막 수정이 가미되어 1855년 출판된 제6판에 그의 전기문도 함께 실렸다. 이후 제7판과 제8판도 출판되었는데 제8판을 출판한 리처드 헨리 다나는 제6판과 제7판을 출판한 로렌스의 주석을 그대로 실은 까닭에 법적 분쟁에 연류되기도 했다.
주중미국공사 안손 벌링게임은 미국으로 파견을 갈 때 이 책 제4판의 중국어 역본을 들고가 1865년 청나라의 원조로 출판하였다. 이 때 당시 중국에서 선교활동을 하던 미국의 장로교 선교사 윌리엄 알렉산더 파슨스 마틴(정위량; 丁韙良)가 번역하여 청나라의 원조로 출판되었다. 이후 1868년 일본어로도 번역되었는데, 일본에서는 최초로 간행된 청나라보다 큰 반향을 얻어 막말 메이지 유신에 큰 영향을 끼친 것으로 평가된다.

## 영향
동아시아에 처음으로 전문이 소개된 국제법 책으로, 《만국공법》의 번역은 당시 서구 문물이 들어오고 있던 동아시아의 정치 및 사회에 커다란 영향을 끼쳤다. 휘튼은 이 책이 동아시아에 준 영향 하나만으로 19세기에 가장 영향력이 큰 법학자 중 하나로 손꼽히기도 한다.

### 청나라

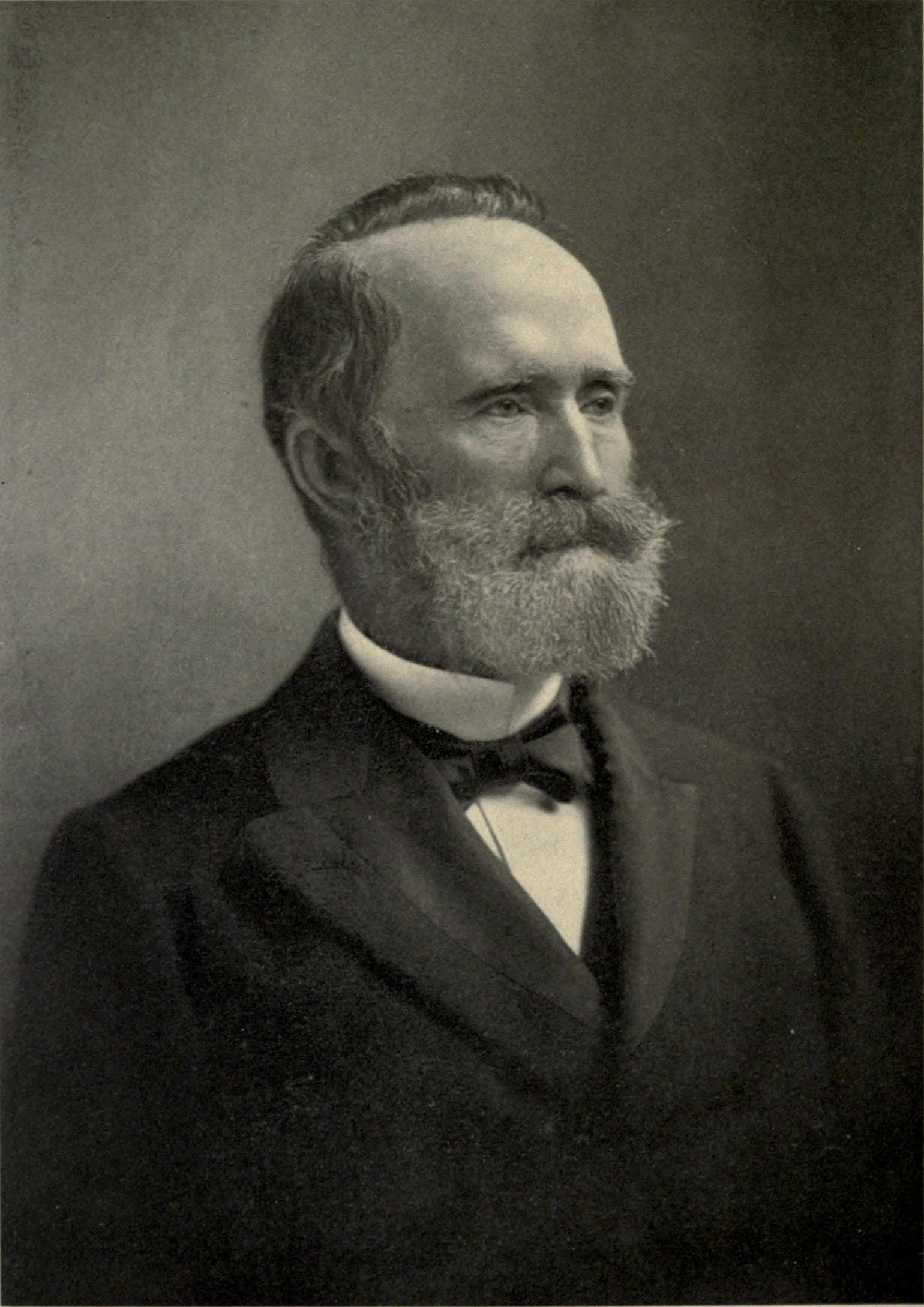
《만국공법》을 중국어로 번역한 윌리엄 알렉산더 파슨스 마틴의 모습.

마틴은 《만국공법》을 번역하여 중국에 보급함으로써 서구를 오랑캐로 보는 청나라의 중화사상을 서서히 시정해나가려 하였는데, 이러한 그의 관점은 "제국 간에 행해지므로, 일국이 폐기할 수 없다"는 범례에도 잘 드러난다. 마틴은 《만국공법》의 번역이 후에 기독교 선교에도 긍정적인 영향을 주리라는 기대도 가지고 있었다.
마틴은 《만국공법》 간행 후 통역자 양성을 목적으로 하는 공립어학교인 동문관에서 영어·국제법·정치학 교사직을 맡아 후일 교장으로 승진하였다. 그는 이 동문관의 영어 표기를 “International Law and Language School”로 표기하는 경우가 많아, 동문관을 단순한 통역가 양성기관을 넘어 국제법 보급의 거점으로 생각했음을 알 수 있다.
《만국공법》을 포함한 근대국제법은 중국의 관료와 지식인 계층에는 알려져 있었지만, 그 의의를 적극적으로 인정하는 자가 다수파를 차지하지는 못했다. 후술할 일본과 달리 청나라에서 《만국공법》의 영향력은 보다 느리게 확산되었다. 하지만 외교관으로 해외에 파견되는 관료가 점차 늘어남에 따라 그들 사이에서 《만국공법》에 대한 관심이 높아졌다. 이후 《만국공법》이 재판되고 해적판도 시중에 돌아다니며, 당시 새롭게 만들어지기 시작한 서양학을 가르치는 학교의 법률용 교과서로서 채용되는 등 《만국공법》은 19세기 말부터 상당한 영향력을 끼쳤다.
《만국공법》이 더욱 널리 수용·인지되게 된 것은 청일전쟁 이후이다. 전후 메이지 일본에 대한 관심의 증가와 거기에 비례하여 일어난 일본으로의 유학 붐에 의해, 근대 국제법의 수용과 부국 강병의 사이에는 밀접한 관계가 있다는 주의가 중국에 전파되었다. 유학생들은 스스로 일본 대학에서 신지식을 흡수하기 위해 노력했고, 이후 중국에 돌아와 정치와 사상 방면에 큰 영향을 미쳤다.
이후 서서히 난징조약을 비롯한 여러 조약의 불평등함을 의식되게 되어 그 개정을 외교 목표로 세우기도 하였다. 국제법권의 바깥에 있는 것은 매우 불리하다는 인식이 일부 개혁파 관료와 지식인들 사이에서 퍼져나갔다. 중국을 국제법 체제에 안착시키고자 하는 외교적 노력은 이윽고 서구 국가의 문명적 요소를 발견케 하여, 그들이 일개 오랑캐에 불과하다는 중화사상이 서서히 약화되기 시작했다. 그동안 서구 열강들이 중화사상 속에서 오랑캐로 단정지어졌던 것은 예나 덕보다 힘이나 이익를 추구하는 데 무게를 두고 무질서하게 싸움을 거는 이미지가 있었기 때문이다. 그러나 《만국공법》의 독자와 서양을 경험한 사람들이 늘어나며 서구 국가들 사이에도 덕에 근거한 규칙이 존재한다는 인식이 점차 확산되었다. 즉 '《만국공법》'의 '공'이란 여러 국가보다 상위에 있는 공평하고 공정한 덕으로, 바로 그 때문에 보편적인 룰로서 받아들여진 것이다.

### 일본

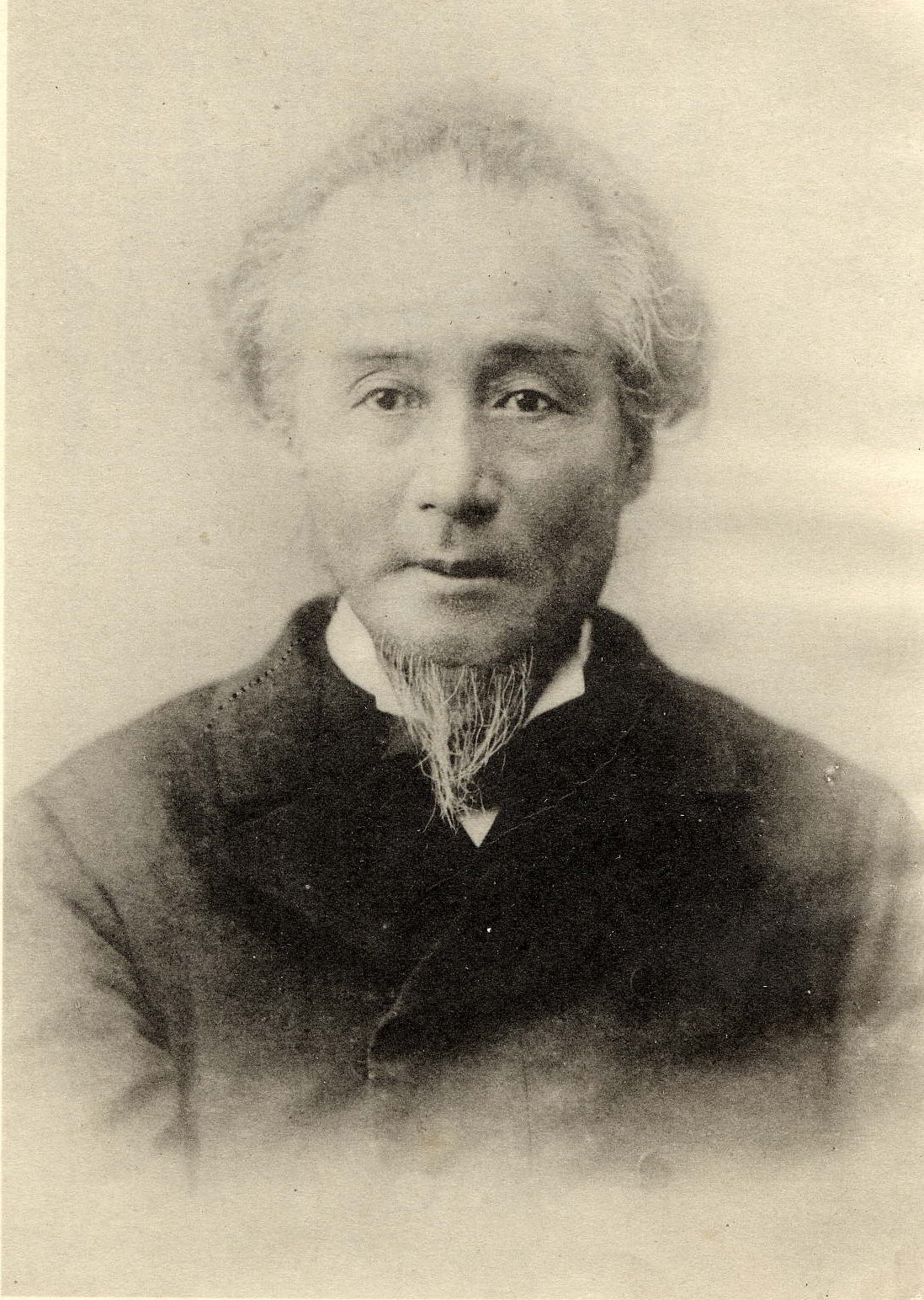
《만국공법》이 일본 내에서 널리 퍼지는데 힘쓴 인물인 가쓰 가이슈의 사진.

마틴의 한어 번역 《만국공법》은 중국에서 간행되자마자 막부 말기의 일본에도 전해져 큰 영향을 끼쳤다. 1865년과 1866년에 전해진 것으로 보이며, 바로 그 해부터 막부 말기 및 메이지 유신에 활약한 몇몇 저명인사들이 발빠른 반응을 보였다. 일례로 야스이 소켄 문하의 요네자와번사인 구모이 다쓰오는 요코하마에서 이 책을 구입해 가쓰 가이슈와 마쓰다이라 슌가쿠와 함께 보았으며, 가이슈의 제자 사카모토 료마는 번역 및 출판을 추진했다. 사카모토 료마는 이로하마루 침몰사건 때 《만국공법》을 출판함으로써 국제법을 일본에 인지시켜 여론을 자기쪽으로 끌어들였고, 기슈번과의 배상 교섭을 유리하게 진행하였다. 기슈번은 실제로 교섭시 "《만국공법》에 의해 배상이 결정되면 5개월 내에 전달한다"는 취지를 적은 서한을 고토 쇼지로에게 보냈다. 최초의 번역 및 출판은 에도막부의 양학 교육기관이자 연구기관이었던 가이세이쇼에서 맡았다. 이 때 가쓰 가이슈가 적극적으로 관여한 것으로 본다.

《만국공법》은 새로운 용어들을 일본에 가져왔다. 교과서로 채택되었기 때문에 단지 지식인들 뿐 아니라, 일본 전역에 새로운 용어가 쉽게 정착되었다. 《만국공법》에서 유래한 신한어들은 마틴이 새로이 창조해낸 단어들 외에도 중국 고전 등에 사용되던 숙어를 법률용어로 전용하고 표기는 같아도 의미가 변용되어 있는 것들도 있다.예를 들어 '공법(公法)'은 이라는 말은 《한비자》〈유도(有度)〉편에서 확인되지만, 국제법이라는 의미로 사용된 것은 《만국공법》이 처음이었다. 현재까지 사용되는 단어로는 다음의 것이 있다.
국채, 합방, 자주, 특권, 평시, 민주, 맹방, 야만, 월권, 해협, 각처, 과대, 관행, 관제, 급행, 강제, 공용, 협력, 군권, 현금, 현재, 합법, 공약, 오해, 국회, 사권, 실권, 실무, 선두, 주권, 상고, 성서, 전권, 전국, 전시, 선내, 속지, 직행, 특약, 돌연, 포탄, 열국, 연방, 권리 등
일본 최초의 판본인 가이세이쇼판은 니시 아마네가 한자 옆에 훈을 붙이는 훈점을 내린 것이다. 니시는 네덜란드에서 국제법을 배우고 1865년 귀국해 막부 가이세이쇼의 교수직을 맡고 있다가 1867년 개혁안을 제출했는데, 여기서 《만국공법》이라는 문구가 발견된다. 이 개혁안에서 니시는 대정봉환 후 도쿠가와씨를 중심으로 하는 삼권분립의 안건을 제시하였으나, 왕정복고의 대호령 후 채택되지는 못했다.
또한 삿초 동맹이 양이론에서 개국론으로 대외정책을 전환하는 계기가 되기도 했다. 이들이 주목한 점은 《만국공법》이 국제사회가 준수해야 할 법규로서 이미 받아들여졌다는 사실과, 전 세계 국가가 평등할 권리를 갖는다는 내용이었다. 이 내용은 사쓰마·조슈 등을 비롯한 메이지 유신 체제가 에도 막부가 체결한 불평등 조약을 계승하는 것에 반대하며 양이론자들을 설득하는 근거로 작용했다.

### 조선

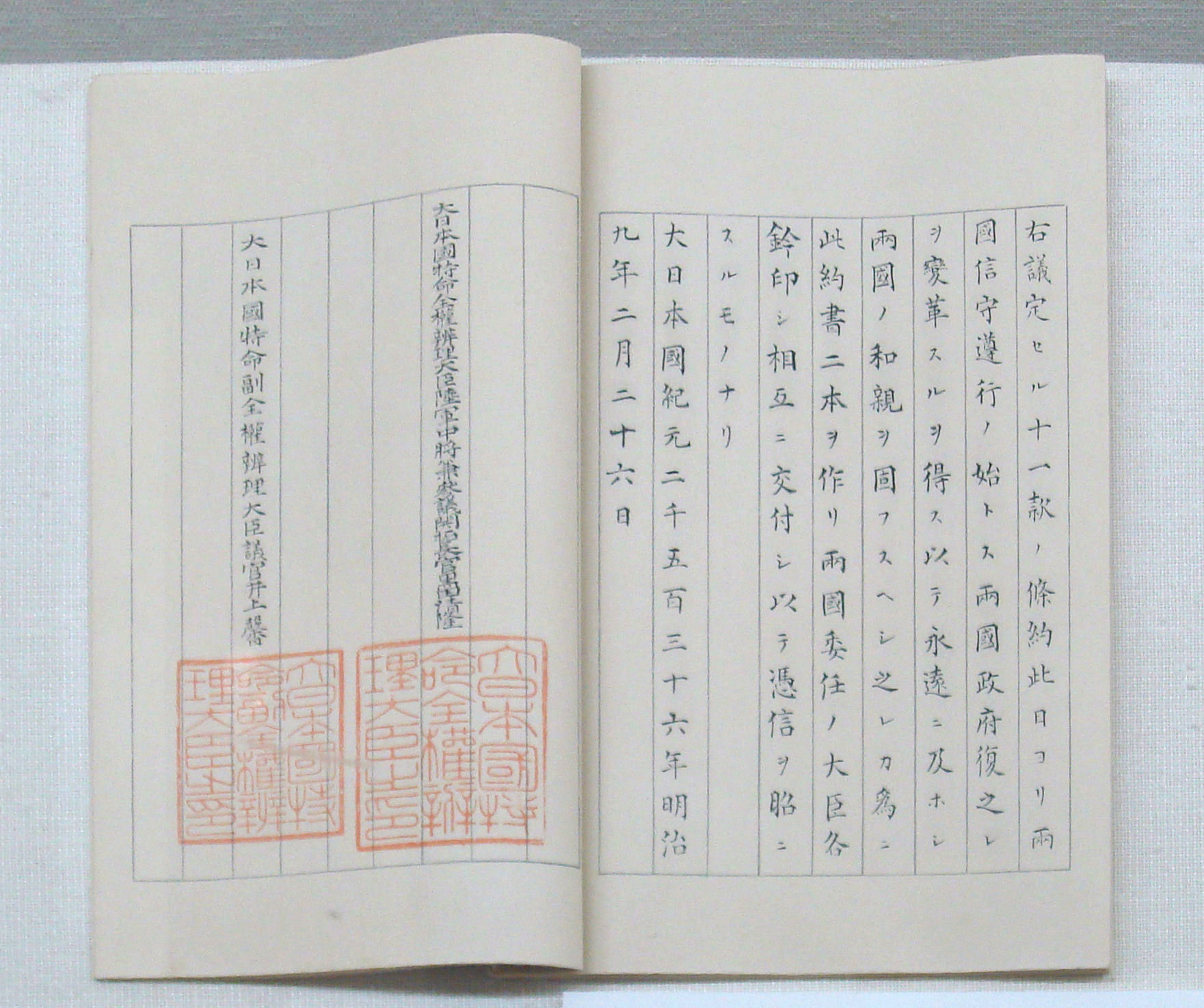
강화도에서 체결한 조일수호조규, 소위 강화도 조약. 강화도 조약을 체결하고 조율하는 과정에서 《만국공법》이 조선에 알려지게 되었다.

조선이 《만국공법》을 처음 인지한 것은 1876년 2월 12일이다. 당시 강화도 조약의 체결을 위해 조선측에서는 신헌이, 일본측에서는 구로다 기요타카가 만났다. 이 때 구로다 기요타카가 《만국공법》을 언급하며 조약 체결을 제안했던 것으로 알려져 있다. 《만국공법》이 조선에 전래된 것을 사료상에서 좀 더 명확히 확인할 수 있는 것은 1877년 12월 17일이다. 이 날 하나부사 요시모토가 《만국공법》과 《성호지장(星軺指掌)》을 조선측에 기증하였다. 당시에는 강화도 조약 체결이후 양국 공사의 상호 파견 주재에 대해 조선과 일본간 견해가 충돌하고 있었다. 공사 교환에 소극적이던 조선의 자세를 누그러뜨리기 위해 하나부사 요시모토는 위의 두 책을 전달하며 공사 교환이 서구 조약체제 하에서 상식적으로 이루어지는 일임을 설명하였다.
1880년에는 수신사로 일본 제국에 파견되었던 김홍집이 황준헌으로부터 정관잉의 《이언(易言)》을 건내받아 들고 왔다. 《이언》은 만국공법을 비롯하여 우정체계, 간척과 가뭄 대책 등 서양의 여러 제도를 소개하는 일종의 백과사전적인 책으로, 이 책을 읽은 조선의 지식인들 사이에서 부국강병정책을 추진해야 한다는 주장이 힘을 얻기 시작했다.

1881년 임오군란 직전에는 다른 서양 학문을 담은 책들과 함께 종로 거리에서 모조리 불태울 것이 건의되기도 했다. 그러나 외국과 여럿 수교를 맺고, 임오군란을 거친 뒤 1882년 8월 고종은 척양비를 모두 뽑아버리라 명하며 다음과 같은 교서를 전국에 내린다. 이 전교에서는 만국, 공법의 표현이 나타나 고종의 외교적 견해가 《만국공법》의 영향을 받았음을 보여준다.
근년 이래로 천하의 대세는 옛날과 판이하게 되었다. 영국·프랑스·미국·러시아 같은 구미(歐美) 여러 나라에서는 정교하고 이로운 기계를 새로 만들고 나라를 부강하게 만드는 사업에 최선을 다하고 있다. 그들은 배나 수레를 타고 지구를 두루 돌아다니며 만국(萬國)과 조약을 체결하여, 병력(兵力)으로 서로 견제하고 공법(公法)으로 서로 대치하는 것이 마치 춘추 열국(春秋列國)의 시대를 방불케 한다. 그러므로 천하에서 홀로 존귀하다는 중화(中華)도 오히려 평등한 입장에서 조약을 맺고, 척양(斥洋)에 엄격하던 일본(日本)도 결국 수호(修好)를 맺고 통상을 하고 있으니 어찌 까닭 없이 그렇게 하는 것이겠는가? 참으로 형편상 부득이하기 때문이다.
지석영은 약 2주 뒤 《만국공법》이 막힌 소견을 열어주고 시무(時務)를 환히 알 수 있게 하는 책으로 소개하며, 원(院)을 설치해 각 도의 고을마다 학문과 명망이 남달리 뛰어난 사람들 중에서 유생과 관리를 각각 1명씩 뽑아 그 원에 보내어 《만국공법》을 익히도록 할 것을 제안하였다.
광무개혁 당시 "자주권을 갖고 있는 각 나라는 자기 의사에 따라 스스로 존호를 세울 수 있지만 다른 나라에서 승인하게 할 권리는 없다."라는 《만국공법》의 구절을 근거로 고종이 황제(黃帝)의 칭호를 사용하는 것을 지지하는데 사용되기도 했다.

## 같이 보기
- 국제법
- 이인직